# Тиранець
Тира́нець (Myiopagis) — рід горобцеподібних птахів родини тиранових (Tyrannidae). Представники цього роду мешкають в Мексиці, Центральній і Південній Америці та на Ямайці.

## Таксономія і систематика
Молекулярно-генетичне дослідження, проведене Телло та іншими в 2009 році дозволило дослідникам краще зрозуміти філогенію родини тиранових. Згідно із запропонованою ними класифікацією, рід Тиранець (Myiopagis) належить до родини тиранових (Tyrannidae), підродини Еленійних (Elaeniinae) і триби Elaeniini. До цієї триби систематики відносять також роди Еленія (Elaenia), Дорадито (Pseudocolopteryx), Жовтоголовий тиран (Tyrannulus), Сивий тиранчик (Suiriri), Жовтий тиранчик (Capsiempis), Тиран-крихітка (Phyllomyias), Бурий тиранчик (Phaeomyias), Кокосовий мухоїд (Nesotriccus), Перуанський тиранець (Pseudelaenia), Тиранчик-довгохвіст (Mecocerculus), Торилон (Anairetes), Тачурі-сірочуб (Polystictus), Гострохвостий тиранчик (Culicivora) і Тираник (Serpophaga).

## Види
Виділяють сім видів:
- Тиранець лісовий (Myiopagis gaimardii)
- Тиранець сірий (Myiopagis caniceps)
- Олалаї (Myiopagis olallai)
- Тиранець еквадорський (Myiopagis subplacens)
- Тиранець суринамський (Myiopagis flavivertex)
- Тиранець зелений (Myiopagis viridicata)
- Тиранець ямайський (Myiopagis cotta)

## Етимологія
Наукова назва роду Myiopagis походить від сполучення слів дав.-гр. μυια — муха і παγις — пастка.